# Alexeter hypargyrici
Alexeter hypargyrici là một loài tò vò trong họ Ichneumonidae.